# Mapou Yanga-Mbiwa
Mapou Yanga-Mbiwa (Bangui, 15 de maio de 1989) é um futebolista da República Centro-Africana naturalizado francês que atua como zagueiro. Atualmente joga por nenhuma equipe.

## Títulos
Montpellier
- Campeonato Francês: 2011–12

### Prêmios individuais
- 82º melhor jogador do ano de 2012 (The Guardian)[1]